# Дългопръст нощник
Дългопръстите нощници (Myotis capaccinii) са вид дребни бозайници от семейство Гладконоси прилепи (Vespertilionidae). Разпространени са в Средиземноморието до Швейцария и Унгария на север и в Близкия изток до Узбекистан на изток. Срещат се и в България, главно в карстови райони с надморска височина до 400 m.
Размерите на дългопръстия нощник са средни за род Нощници (Myotis) - маса 8-15 g, дължина на тялото с главата - 44-54 mm, размах на крилете до 250 mm. В сравнение със сходните по размер нощници има широк череп, голямо стъпало с дълги пръсти и характерно високо захващане на летателните мембрани. Цветът му по гърба е тъмносив, коремът е значително по-светъл, а летателните мембрани са светлокафеникави.
Дългопръстият нощник живее главно в гористи карстови местности в близост до водоеми, като в Южна Европа заема същата екологична ниша, както водният нощник (Myotis daubentonii) в по-северните райони. При полет се ориентира чрез ехолокация, като използва честотномодулирани сигнали с честота около 42 kHz. Храни се главно с летящи насекоми, които улавя нощем по повърхността на водоеми или над нея.
Дългопръстият нощник извършва големи миграции между летните и зимните си убежища. През лятото живее в малки и сухи пещери, а през зимата - в големи водни пещери със сравнително ниска температура (4-6 °C). Както летните, така и зимните колонии на дългопръстия нощник често са смесени с вида дългокрил прилеп (Miniopterus schreibersii). Летните размножителни колонии са големи и понякога надхвърлят 3000 екземпляра. Женските раждат по едно малко през юни.